# Sebubus
Sebubus is een bestuurslaag in het regentschap Banyuasin van de provincie Zuid-Sumatra, Indonesië. Sebubus telt 721 inwoners (volkstelling 2010).